# Félibert, le chaventurier
 (août 2019).
Si vous disposez d'ouvrages ou d'articles de référence ou si vous connaissez des sites web de qualité traitant du thème abordé ici, merci de compléter l'article en donnant les références utiles à sa vérifiabilité et en les liant à la section « Notes et références ».
Félibert, le chaventurier (Nature Cat) est une série télévisée d'animation américano-canadienne en 98 épisodes de 28 minutes, produite par Spiffy Pictures et 9 Story Media Group et diffusée entre le 25 novembre 2015 et le 2 janvier 2024 dans le bloc de programmation PBS Kids.
Cette série a été diffusée au Québec sur Télémagino. Néanmoins, elle reste inédite dans les autres pays francophones.

## Synopsis
La série suit Fred, un chat domestique qui rêve de partir explorer l’extérieur. Dès que ses propriétaires urbains sont partis pour la journée, il se transforme en Félibert qui ne peut pas attendre de l'arrière-cour, des excursions dans la nature. Cependant, Fred a un problème : il n'a pas d'instinct pour la nature. À travers les expériences d'apprentissage des personnages, cette série entend encourager les enfants à s'engager de la même manière et à développer leur compréhension de la nature.

## Voix

### Voix belges
- Fred/Félibert : David Manet
- Hal : Antoni Lo Presti
- Daisy : Elsa Poisot
- Scouic : Marie-Line Landerwyn